# سالومون روندون
خوزه سالومون روندون خیمنز (اسپانیایی: José Salomón Rondón Giménez‎؛ زادهٔ ۱۶ سپتامبر ۱۹۸۹) بازیکن فوتبال اهل ونزوئلا است.
وی همچنین در تیم ملی فوتبال ونزوئلا بازی کرده‌است.